# Bettino Ricasoli
Bettino Ricasoli (født 9. marts 1809 i Firenze, død 23. oktober 1880 i Castello di Brolio) var Italiens 2. statsminister. 

## Toscanas tilslutning til Sardinien
Som indenrigsminister i Storhertugdømmet Toscana arbejdede Bettino Ricasoli for Italiens samling. Efter uroligheder i 1859 var Toscana kortvarigt en del af Mellemitaliens Forenede Provinser. I 1860 proklamerede Ricasoli Toscanas tilslutning til Kongedømmet Sardinien. 
Det skete efter en folkeafstemning den 22. marts 1860. Som indenrigsminister havde Ricasoli selv  tilrettelagt afstemningen, der gav en jordskredssejr på 95 procent for en sammenslutning af staterne. 

## Italiensk statsminister
I den nye italienske stat blev Bettino Ricasoli indenrigsminister i 1861-1862 og  1866-1867. Han var statsminister 1861-1862 og i 1866-1867. Desuden var han udenrigsminister i 1861-1862. 
Begge hans ministerperioder sluttede med, at han måtte overlade posterne til Urbano Rattazzi fra Piemonte.

## Vinavler
Det var Bettino Ricasoli, der skabte  Chianti.